# جوني أكوستا
جوني أكوستا (بالإسبانية: Johnny Acosta)‏ لاعب كرة قدم كوستاريكي ، يلعب في خانة الدفاع ويمثل منتخب كوستاريكا في كأس العالم 2014 في البرازيل .

## روابط خارجية
- جوني أكوستا على موقع الاتحاد الدولي (مؤرشف)  (الإنجليزية)
- جوني أكوستا على موقع قاعدة بيانات كرة القدم.إي يو (الإنجليزية)
- جوني أكوستا على موقع ناشيونال فوتبول تيمز (الإنجليزية)
- جوني أكوستا على موقع Soccerway.com (الإنجليزية)
- جوني أكوستا على موقع كووورة
- جوني أكوستا على موقع AS.com (الإسبانية)